# 1244
Năm 1244 là một năm trong lịch Julius.

## Sinh
- 24 tháng 6 – Henry I của Hesse (mất 1308)
- Tổng giám mục Henry II của Virneburg (sinh năm 1332)